# Ortoclaz

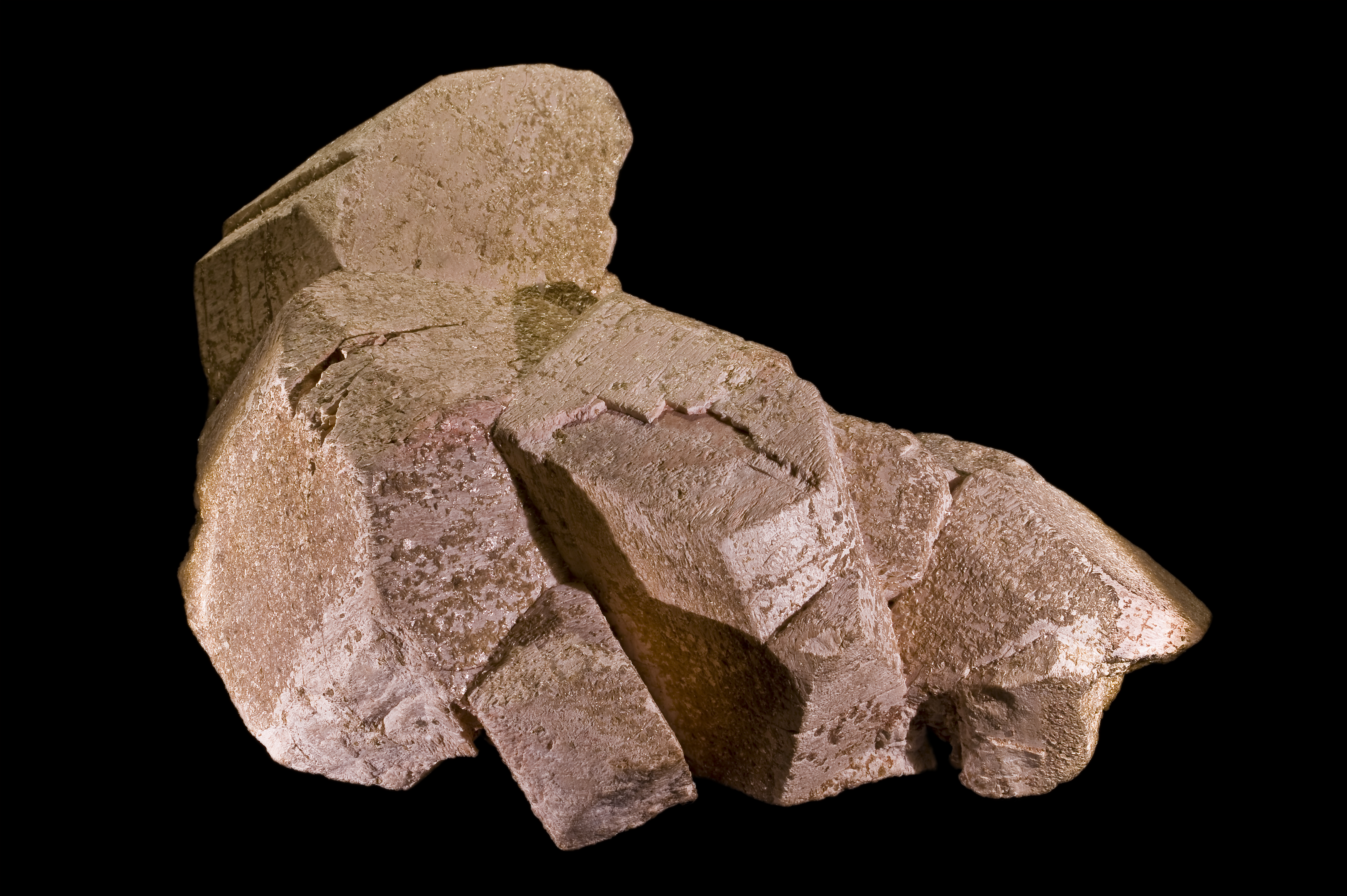
Ortoclaz din Brazilia

Ortoclazul este un mineral tectosilicat constitutiv al rocilor cu formula chimică KAlSi3O8. Numele său provine din greacă. Alte denumiri sunt: feldspat alcalin, feldpat de potasiu sau orthoză. Piatra prețioasă piatra lunii este compusă din ortoclaz.
Duritate: 6
Clivaj: Perfect
Spartura: Neregulată
Culoare: Alb, Roz, Verde
Urma: Albă
Luciu: Sticlos
O varietate de ortoclaz se numește adular. Acesta este  transparent, incolor, cu reflexe argintii, cristalizat în sistemul monoclinic sau triclinic și este întrebuințat în ceramică sau în industria sticlei.